# Età biologica
In medicina e fisiologia, per età biologica, età fisiologica o senescenza si intende l'età che si può attribuire a un individuo sulla base delle sue condizioni morfologiche e funzionali (per esempio qualità dei tessuti, degli organi e degli apparati) valutate rispetto a valori standard di riferimento. Pur essendo correlata e in parte determinata dall'età anagrafica, l'età biologica è influenzata da numerosi altri fattori, incluse determinazioni genetiche e influenze comportamentali (per esempio stile di vita e alimentazione) e ambientali (per esempio clima e inquinamento).
Nel 2025, dopo un selfie specifico, è stato presentato anche un esame nel sangue che è in grado di stimare l'età biologica di undici di organi fra i quali cervello, cuore e fegato, e la possibilità che essi si ammalino nei dieci anni successivi.